# Grand Prix-wegrace van de Verenigde Staten 2011
De Grand Prix-wegrace van de Verenigde Staten 2011 was de tiende race van het wereldkampioenschap wegrace-seizoen 2011. De race werd verreden op 24 juli 2011 op Laguna Seca nabij Monterey, Californië, Verenigde Staten. Tijdens deze race waren de Moto2 en 125cc afwezig.

## Uitslag

### MotoGP
| Pos | Nr | Rijder           | Constructeur | Rondes | Tijd      | Grid | Punten |
| --- | -- | ---------------- | ------------ | ------ | --------- | ---- | ------ |
| 1   | 27 | Casey Stoner     | Honda        | 32     | 43:52.545 | 2    | 25     |
| 2   | 1  | Jorge Lorenzo    | Yamaha       | 32     | +5.634    | 1    | 20     |
| 3   | 26 | Dani Pedrosa     | Honda        | 32     | +9.467    | 3    | 16     |
| 4   | 11 | Ben Spies        | Yamaha       | 32     | +20.562   | 4    | 13     |
| 5   | 4  | Andrea Dovizioso | Honda        | 32     | +20.885   | 6    | 11     |
| 6   | 46 | Valentino Rossi  | Ducati       | 32     | +30.351   | 7    | 10     |
| 7   | 69 | Nicky Hayden     | Ducati       | 32     | +31.031   | 9    | 9      |
| 8   | 5  | Colin Edwards    | Yamaha       | 32     | +45.502   | 11   | 8      |
| 9   | 8  | Héctor Barberá   | Ducati       | 32     | +51.549   | 8    | 7      |
| 10  | 7  | Hiroshi Aoyama   | Honda        | 32     | +1:08.850 | 14   | 6      |
| 11  | 17 | Karel Abraham    | Ducati       | 32     | +1:09.132 | 13   | 5      |
| 12  | 65 | Loris Capirossi  | Ducati       | 31     | +1 ronde  | 15   | 4      |
| 13  | 24 | Toni Elías       | Honda        | 31     | +1 ronde  | 16   | 3      |
| DNF | 19 | Álvaro Bautista  | Suzuki       | 13     | Ongeluk   | 12   |        |
| DNF | 23 | Ben Bostrom      | Honda        | 8      | Ongeluk   | 17   |        |
| DNF | 58 | Marco Simoncelli | Honda        | 6      | Ongeluk   | 5    |        |
| DNF | 35 | Cal Crutchlow    | Yamaha       | 3      | Ongeluk   | 10   |        |
| DNS | 14 | Randy de Puniet  | Ducati       | 0      | Blessure  |      |        |

## Tussenstand na wedstrijd

### MotoGP
| Pos | Nr | Rijder           | Team   | Punten |
| --- | -- | ---------------- | ------ | ------ |
| 1   | 27 | Casey Stoner     | Honda  | 193    |
| 2   | 1  | Jorge Lorenzo    | Yamaha | 173    |
| 3   | 4  | Andrea Dovizioso | Honda  | 143    |
| 4   | 26 | Dani Pedrosa     | Honda  | 110    |
| 5   | 46 | Valentino Rossi  | Ducati | 108    |

1961 · 1962 · 1963 · 1964 · 1965 · 1988 · 1989 · 1990 · 1991 · 1993 · 1994 · 2005 · 2006 · 2007 · 2008 · 2009 · 2010 · 2011 · 2012 · 2013